# Anthaenantiopsis
Anthaenantiopsis là một chi thực vật có hoa trong họ Hòa thảo (Poaceae).

## Loài
Chi Anthaenantiopsis gồm các loài: